# Kastoria (stad)
Kastoria (Grieks: Καστοριά) is sedert 2011 een fusiegemeente (dimos) in de Griekse bestuurlijke regio (periferia) West-Macedonië.
Kastoria ligt aan een meer waar onder andere pelikanen leven. De stad bestaat uit een oud (Byzantijns) deel dat op een landtong aan het meer ligt en een modern deel. De oude stad kent een groot aantal Byzantijnse kerkjes met vaak goed bewaarde en kwalitatief hoogwaardige fresco's. In de oude stad bevinden zich enkele musea, waaronder het Byzantijns museum, waar iconen uit de diverse kerken getoond worden en een volkenkundig museum. Net buiten Kastoria ligt een gereconstrueerde prehistorische nederzetting met paalwoningen, pal naast de locatie waar bij archeologisch onderzoek resten van dergelijke paalwoningen, daterend uit het Neolithicum, zijn aangetroffen.
Kastoria is bekend om zijn handel in huiden en pelzen en de bewerking hiervan. In en om de stad zijn thans nog slechts enkele bedrijven te vinden die zich hiermee bezighouden.
De negen deelgemeenten (dimotiki enotita) van de fusiegemeente zijn:
- Agia Triada (Αγία Τριάδα)
- Agioi Anargyroi (Άγιοι Ανάργυροι)
- Kastoria (Καστοριά),
- Kastraki (Καστρακί)
- Kleisoura (Κλεισούρα)
- Korestia (Κορεστία)
- Makednoi (Μακεδνοί)
- Mesopotamia (Μεσοποταμία)
- Vitsi (Βίτσι).